# Portal Noticias Televisión
Portal Noticias Television fue un programa humorístico chileno de Vía X, que tenía como centro las bromas al azar o más conocidas como Pitanzas a la gente desprevenida. Era la versión televisiva del extinto espacio radial El portal del web de la radio Rock and Pop y fue sacado sin previo aviso de la cadena mencionada.

## Conductores
- Jass Papi Paulsen: Parodia al conductor de Fernando Paulsen
- Pony Santa María: Parodia al conductor de Constanza Santa María
- Tadeo Kreutzberger: Periodista con Síndrome de Tourette

## Programas
- A.J.U.B.A.: Parodia a los programas de concursos telefónicos El Juego de la Biroka, Llámame en La Red y Llama y Gana.
- Astequeré y Astócoro: La teleserie de Portal Noticias Televisión, parodia a Huaiquimán y Tolosa.
- Armando Luna y el Tío Beno: Serie de Portal Noticias Televisión.
- Aló Eterno: Parodia a programas como el comentario religioso de Raúl Hasbún, Pan en tu Camino y Buenos Días Jesús.
- Doctor Miyagi: Parodia a los programas de Salud como Doctor Vidal: Cirugías que curan o Cirugía de Cuerpo y Alma.

## Salida del aire
Al igual que SCA y Canal Copano, el programa no soportó mucho tiempo debido a las fuertes acusaciones del Consejo Nacional de Televisión.

"Portal Noticias Televisión", de Vía X, fue llevado al Consejo Nacional de Televisión por hablar a cada rato de fecas, orina, garabatos, de masturbación y hacerle un guiño, entre talla y talla, a la pedofilia.
El encargado de acoger la denuncia fue el propio vicepresidente del CNTV, Hernán Chadwick, quien consideró que el cocido animado por Freddy Guerrero y Cristián Aguayo (Mcmanaman), quienes antes hacían Portal del Web en radio Rock&Pop, iban en un horario para menores de 18 pepas.
El capítulo cuestionado fue cuando Freddy, simulando ser un doctor que realiza infomerciales enseñó a rezar a través de las palabras de un supuesto religioso pedófilo que a través de rezo invitada a un tipo de masturbación y para rematar un consejo para limpiar el alma: "Meta su cabeza en un balde con caquita", decía el "religioso".
Diario La Cuarta, 27 de febrero de 2009